# Шубин, Юрий Константинович
Юрий Константинович Шубин  (1 апреля 1927 года — 20 октября 2017 года) — советский и российский тренер и преподаватель по гребле на байдарках и каноэ. Чемпион СССР (1952, 1953, 1954). Заслуженный тренер СССР (1957). Заслуженный работник физической культуры РСФСР (1991). Доцент.

## Биография
Родился 1 апреля 1927 года.
Окончил техникум по специальности «слесарь». Начал заниматься народной греблей во Владивостоке. Мастер спорта СССР по гребле на каноэ и народной гребле, неоднократный чемпион СССР и РСФСР по этим видам спорта.
В 1950-х годах руководил секцией гребли в ДСО «Водник» Приморского края. С 1958 по 1973 год был тренером сборной команды РСФСР по гребле на байдарках и каноэ. Был одним из тренеров сборной СССР по гребле на байдарках и каноэ на Олимпийских играх 1960 и 1964 годов.
В 1966 году окончил кафедру гребного спорта Сталинградского государственного института физической культуры.
С 1964 по 1998 год Юрий Константинович работал в Волгоградском государственном институте физической культуры сначала преподавателем, а затем доцентом кафедры гребного спорта. С 1976 по 1988 год возглавлял кафедру гребного спорта. Параллельно тренировал гребцов в волгоградской ШВСМ.
За период работы тренером Шубин подготовил 2 олимпийских чемпионов, 12 чемпионов мира, 10 чемпионов Европы, 47 чемпионов СССР. Среди его воспитанников:
- Мария Шубина — олимпийская чемпионка 1960 года, четырёхкратная чемпионка мира (1958, 1963, 1966),
- Степан Ощепков — олимпийский чемпион 1964 года, чемпион мира 1958 года.

Умер 20 октября 2017 года.

## Награды и звания
- Почётное звание «Заслуженный тренер РСФСР».
- Почётное звание «Заслуженный тренер СССР».
- Медаль «За трудовое отличие» (27.04.1957) — за успехи, достигнутые в деле развития массового физкультурного движения в стране, повышения мастерства советских спортсменов, и успешное выступление на международных соревнованиях.
- Орден «Знак Почёта» (16.09.1960, за успешные выступления в XVII летних и VIII зимних Олимпийских играх 1960 года, а также за выдающиеся спортивные достижения[9]; 1971).
- Медаль «За доблестный труд» (1970).
- Медаль «Ветеран труда» (1984).
- Почётное звание «Заслуженный работник физической культуры РСФСР» (1991)[10].

## Научные работы
Монографии
- Сучилин А. А., Шубин Ю. К. Блеск вёсел волгоградских гребцов. — Волгоград: Принт, 2008. — 243 с. ISBN 978-5-94424-101-6

Учебные пособия
- Чупрун А. К., Шубин Ю. К. Планирование тренировочных нагрузок в процессе многолетней подготовки юных гребцов на байдарках и каноэ. — Волгоград: ВГИФК, 1985. — 71 с.
- Шубин Ю. К., Чупрун А. К. Управление процессом подготовки высококвалифицированных гребцов на байдарках и каноэ. — Волгоград: ВГИФК, 1987. — 125 с.
- Шубин Ю. К., Чупрун А. К. Гребной спорт. — М.: Физкультура и спорт, 1987. — 287 с.

### Семья
Жена — Мария Шубина (1930—2025), сыновья Константин и Михаил.